# Uldis Bērziņš
Pour les articles homonymes, voir Bērziņš.
Uldis Bērziņš, né le 17 mai 1944 à Riga et mort le 24 mars 2021, est un poète et traducteur letton.

## Biographie
Uldis Bērziņš est né en 1944 à Riga, alors occupée par les Allemands. Sa mère Sebastiana Vītola n’a jamais levé le doute quant à l’identité de son père – s’agit-il de Paulis Jānis Berziņš (né en 1922), un étudiant en droit qui lui a donné son nom avant de disparaître sans laisser de traces lors de l’exode qui suit l’invasion soviétique ou du poète Vilis Cedriņš (1914-1946) qui était également son amant ? Uldis Bērziņš est élevé par sa grand-mère dans un environnement qu’il qualifie de « matriarcal ».
Dès ses plus jeunes années, Uldis Bērziņš se passionne pour les langues – le polonais et le tchèque, d’abord – et la poésie à laquelle il s’adonne précocement. Avant d’être appelé au service militaire (1964), il étudie durant trois années la philologie lettonne à l'Université de Lettonie, apprend l’espagnol, lit les auteurs non-conformistes polonais ou russes qui fleurissent en ce début des années soixante. En garnison en Biélorussie, il se lie avec des représentants des cultures minoritaires qu’il a soif de connaître – Arméniens, Tadjiks, Kazakhs, Azéris. Après sa sortie de l'armée (1967), il s’attelle à l’apprentissage du turc, d’abord en autodidacte, puis au département de langue et littérature turque de l'université de Leningrad (1968-1970) où il étudie également le persan et l’arabe, et enfin à l’Institut de philologie perse et turque de Moscou (1973-1974). Il traduit Orhan Veli, Oktay Rifat, Fazıl Hüsnü Dağlarca, voyage en Asie centrale. Alors que ses poèmes sont publiés en revue dès le début des années soixante, son premier recueil Piemineklis kazai (« Monument à la chèvre ») reste bloqué durant treize années (1967-1980) par la censure débordée par la complexité de sa voix. La biographie de Bērziņš se confond dès lors avec son apprentissage des langues (notamment le slovaque, le suédois, l’islandais, l'hébreu, l’araméen), ses voyages d’étude, ses travaux de traduction de littérature (notamment Saadi, Velimir Khlebnikov, Wisława Szymborska, Czesław Miłosz, Snorri Sturluson, Jaroslav Seifert) et des textes sacrés – l’Ancien Testament (de 1994 à 2000) et le Coran (de 2000 à 2011) – et son œuvre poétique (publiant environ un recueil tous les cinq ans).
Uldis Bērziņš est militant du Parti social-démocrate du travail letton.

### Traduction
Uldis Bērziņš fait des traductions du polonais, du russe, du vieil-islandais, du turc, de l'azerbaïdjanais, du turkmène, du persan, de l'hébreu et de l'arabe littéral. Il maîtrise également aussi l'hébreu moderne, le tatar et le tchouvache.

## Distinctions
- Ordre des Trois Étoiles
- Prix de littérature Zinaida Lazda
- Prix de l'assemblée balte pour la littérature, les arts et la science (en)

Son nom est parfois cité comme outsider possible pour le Prix Nobel de littérature.